# Spiegelbeeldrog
De spiegelbeeldrog (Amblyraja reversa) is een vissensoort uit de familie van de Rajidae. De wetenschappelijke naam van de soort is voor het eerst geldig gepubliceerd in 1906 door Lloyd.